# Вспомогательная репродуктивная технология
Вспомогательные репродуктивные технологии (ВРТ) — собирательное название медицинских технологий, методов лечения и процедур, направленных на достижение беременности пациенткой, при которых отдельные или все этапы зачатия осуществляются вне организма будущей матери. Применяются при бесплодии. Лечение бесплодия с помощью вспомогательных репродуктивных технологий осуществляется амбулаторно в специализированных медицинских учреждениях.

## Виды и методы
К вспомогательным репродуктивным технологиям относится экстракорпоральное оплодотворение (оплодотворение in vitro) с переносом эмбрионов (эмбриотрансфером) в полость матки, перенос зигот в фаллопиевы трубы, перенос эмбрионов в фаллопиевы трубы, перенос гамет в фаллопиевы трубы, суррогатное материнство, донорство ооцитов и эмбрионов. Распространённые методы экстракорпорального оплодотворения — ИКСИ, трансвагинальная пункция фолликулов, метод цитоплазматической замены. Согласно «Справочнику терминологии ВРТ», изданному Всемирной организацией здравоохранения к методам ВРТ также относят криоконсервацию гамет и эмбрионов, но не относят искусственную инсеминацию. Кроме того, к методам ВРТ часто относят вспомогательный хетчинг (искусственное надсечение или удаление блестящей оболочки эмбриона) и репродуктивную хирургию.

## Осложнения
К осложнениям вспомогательных репродуктивных технологий относятся эктопическая беременность (факторы риска при ЭКО — эндометриоз и болезни малого таза), многоплодная беременность (у 35,7 %), синдром гиперстимуляции яичников, гнойно-септические осложнения и интраабдоминальное кровотечение. Тяжёлая степень синдрома гиперстимуляции яичников возникает при 0,1—2 % циклах оплодотворения in vitro, при 3—6 % — средняя степень, при 20—33 % — лёгкая степень.
Частота внематочной беременности при экстракорпоральном оплодотворении составляет 2—10 % и превышает общепопуляционную почти в 10 раз (11,6 %). Случаи гетеротопической беременности достигают 14,8 % среди всех случаев внематочной беременности в программах вспомогательных репродуктивных технологий.
У детей, которые были рождены с помощью экстракорпорального оплодотворения, заболеваемость в 4 раза выше, чем у детей, которые были рождены при естественном оплодотворении. Характерна малая масса тела у новорождённых (<1,5 кг; 6,2 %), недоношенность (24,6 % случаев), лёгкая асфиксия в родах (4,3 %), постгипоксические состояния, синдром дыхательных расстройств, патологическая гипербилирубинемия, задержка внутриутробного развития и врождённые пороки развития.

## Биоэтика и право
Применение вспомогательных репродуктивных технологий увязывают с рядом проблем в области биоэтики и медицинского права.
Метод криоконсервации эмбрионов используется в современной репродуктивной медицине для сохранения эмбрионов человека для последующей имплантации и беременности. Криоконсервированные эмбрионы могут быть сохранены на неопределённый срок, их можно пересылать на большие расстояния, и даже продавать для пересадки другим бесплодным женщинам. Продажа эмбрионов во многих странах запрещена на законодательном уровне. Развод, отказ супружеской пары от имплантации, смерть одного или обоих супругов до переноса криоконсервированных эмбрионов также создают юридические и психологические проблемы.
Проблемы донорства половых клеток тоже вызывают морально-этические и юридические вопросы. Донорство спермы имеет длительную историю, а в последние годы, с развитием технологий, в практику введено донорство яйцеклеток. Вопросы возникают относительно анонимности доноров гамет и эмбрионов, а также о целесообразности сообщения детям, родившимся в результате донорства, информации об их биологических родителях. Если донорство половых клеток происходит анонимно, то теоретически возможна ситуация, когда двое потомков от одного донора вступают в брак и имеют детей, что может привести к нежелательным генетическим последствиям для их потомства.
Правовые проблемы также может вызывать то, что не только рождение, но и зачатие ребёнка может происходить после смерти его отца (а иногда и биологической матери), так как замороженные гаметы могут храниться в соответствующих условиях достаточно длительное время. 
Одной из юридических проблем является злоупотребление служебным положением в сфере ВРТ — так, известны случаи, когда мужчины-врачи оплодотворяли яйцеклетки пациенток собственными сперматозоидами без их согласия.

## Религия
Различные религиозные конфессии мирового уровня имеют разные подходы к вспомогательным репродуктивным технологиям. Практически все виды вспомогательных репродуктивных технологий считаются приемлемыми в буддизме, индуизме и иудаизме. В противоположность этому, они полностью отвергаются католицизмом. Мусульмане-сунниты, англикане и протестанты считают приемлемыми практически все формы репродуктивных технологий, не включающие донорство эмбрионов и гамет.
Иудаизм разрешает использование вспомогательных репродуктивных технологий, если гаметы принадлежат еврейской супружеской паре.
Буддизм рекомендует, чтобы при использовании вспомогательных репродуктивных технологий были соблюдены следующие условия: анонимность донора, отсутствие вознаграждения для донора и добровольное согласие обоих супругов. Буддизм также указывает, что предпочтительным вариантом решения проблемы бесплодия является воспитание приёмного ребёнка.
Ислам поддерживает использование экстракорпорального оплодотворения, но с определёнными условиями, такими как принадлежность гамет мужу и жене, которые заключили брачное соглашение (никах) и перенос эмбриона в матку именно той женщины, чья яйцеклетка была оплодотворена. Использование суррогатного материнства, донорской спермы и донорской яйцеклетки запрещено и считается грехом, который подлежит наказанию.
Отношение к вспомогательным репродуктивным технологиям в христианстве сильно варьирует от конфессии к конфессии. В «Основах социальной концепции РПЦ» сказано, что допустимым является искусственное оплодотворение половыми клетками мужа. Однако русская православная церковь резко выступает против суррогатного материнства и использования вспомогательных репродуктивных технологий вне рамок традиционной полной семьи. Донорство гамет рассматривается как вариант супружеской измены.